# Maurice Bedel
Pour les articles homonymes, voir Bedel.
Maurice Bedel, né le 30 décembre 1883 à Paris (Seine) et mort le 15 octobre 1954 à La Genauraye à Thuré (Vienne), est un écrivain, essayiste et journaliste français.

## Biographie
René Maurice Marie Bedel est le fils de Marie Augustin Maurice Bedel, rentier, et d'Auguste Hélène Coenaes, sans profession.
Docteur en médecine, la thèse de Maurice Bedel est consacrée aux obsessions périodiques et se tourne vers la psychiatrie.
Maurice Bedel exerce sa profession de médecin pendant les quatre ans de la Première Guerre mondiale, au 170e régiment d'infanterie comme médecin-major,.
Le 17 avril 1910 à Paris 7e, il épouse Marguerite Clémence Hermance Lecomte.
Il publie ses premiers poèmes sous le pseudonyme de Gabriel Senlis : Le Cahier de Phane. Couronné par le prix Goncourt en 1927 pour son premier roman Jérôme 60° latitude nord, il est élu en 1948 président de la Société des gens de lettres.

## Œuvres
- Le Cahier de Phane (sous le pseudonyme de Gabriel Senlis) (1913)
- Jérôme 60° latitude nord — prix Goncourt  (1927)
- Molinoff Indre-et-Loire (1928)
- Philippine (1930)
- Fascisme an VII (1929)
- L'Amour camarade (1931)
- Une Enquête sur l'amour (1932)
- Zulfu (1933)
- Zigzags (1932)
- La Nouvelle Arcadie (1934)
- L'Alouette aux nuages (1935)
- Mémoire sans malice sur les dames d'aujourd'hui (1935)
- La Touraine (1935)
- M. le professeur Jubier (1936)
- Le Laurier d'Apollon (1936)
- Géographie de mille hectares (1937)
- Bengali (1937)
- La France des Français et celle des autres (1937)
- Monsieur Hitler (1937)
- Berthe au grand pied (1943)
- Nicolas Eekman, Introduction à l'Album I (1943)
- Traité du plaisir (1945)
- Destin de la personne humaine (1948)
- Tropiques noirs (1950)
- Le Mariage des couleurs (1951)
- Voyage de Jérôme aux États-Unis d'Amérique (1953)
- Histoire de mille hectares (1953)
- Sur la route de Calcutta (1955)
- Journal de Guerre 1914 — 1918, un prix Goncourt dans la Grande guerre, préface de Philippe Claudel, annotations de Jean-Pierre Rioux et Chantal Verdon (2013), éditions Tallandier